# Ambasada Eswatini w Brukseli
Ambasada Eswatini w Brukseli (ang. Embassy of the Kingdom of Eswatini in Brussels) – misja dyplomatyczna Królestwa Eswatini w Królestwie Belgii.
Ambasador Królestwa Eswatini w Brukseli oprócz Królestwa Belgii akredytowany jest również m.in. w Republice Estońskiej, Królestwie Niderlandów, Republice Francuskiej, Wielkim Księstwie Luksemburga, Republice Federalnej Niemiec, Rzeczypospolitej Polskiej, Republice Turcji i przy Unii Europejskiej.

## Konsulaty honorowe
Na terenie działalności ambasady znajdują się cztery eswatinijskie konsulaty honorowe. Znajdują się one w Berlinie, Paryżu, Luksemburgu i w Hoek van Holland.